# Inocêncio Camacho
Inocêncio Joaquim Camacho Rodrigues (Moura, São João Baptista, 23 de Maio de 1867 — Lisboa, Santos-o-Velho, 11 de Setembro de 1943) foi um professor e homem político português, alto funcionário, governador do Banco de Portugal.

## Família
Era filho de Manuel do Carmo Rodrigues da Costa (Moura, São João Baptista, 23 de Maio de 1841) e de sua mulher (casados em Moura, São João Baptista, a 11 de Junho de 1864) Genoveva Máxima Camacho (Reguengos de Monsaraz, Reguengos de Monsaraz, 4 de Novembro de 1845).
De acordo com a tradição familiar, a sua família seria descendente do 6.º Marquês de Marialva de juro e herdade e 8.º Conde de Cantanhede de juro e herdade, o que nunca conseguiu provar por documentos. Sendo os seus antepassados próximos todos de Moura, Serpa ou Reguengos de Monsaraz excepto a mãe de seu avô paterno Maria da Piedade, natural de Lisboa, supõe-se ser ela filha natural de D. Pedro José Joaquim Vito de Meneses Coutinho.

## Biografia

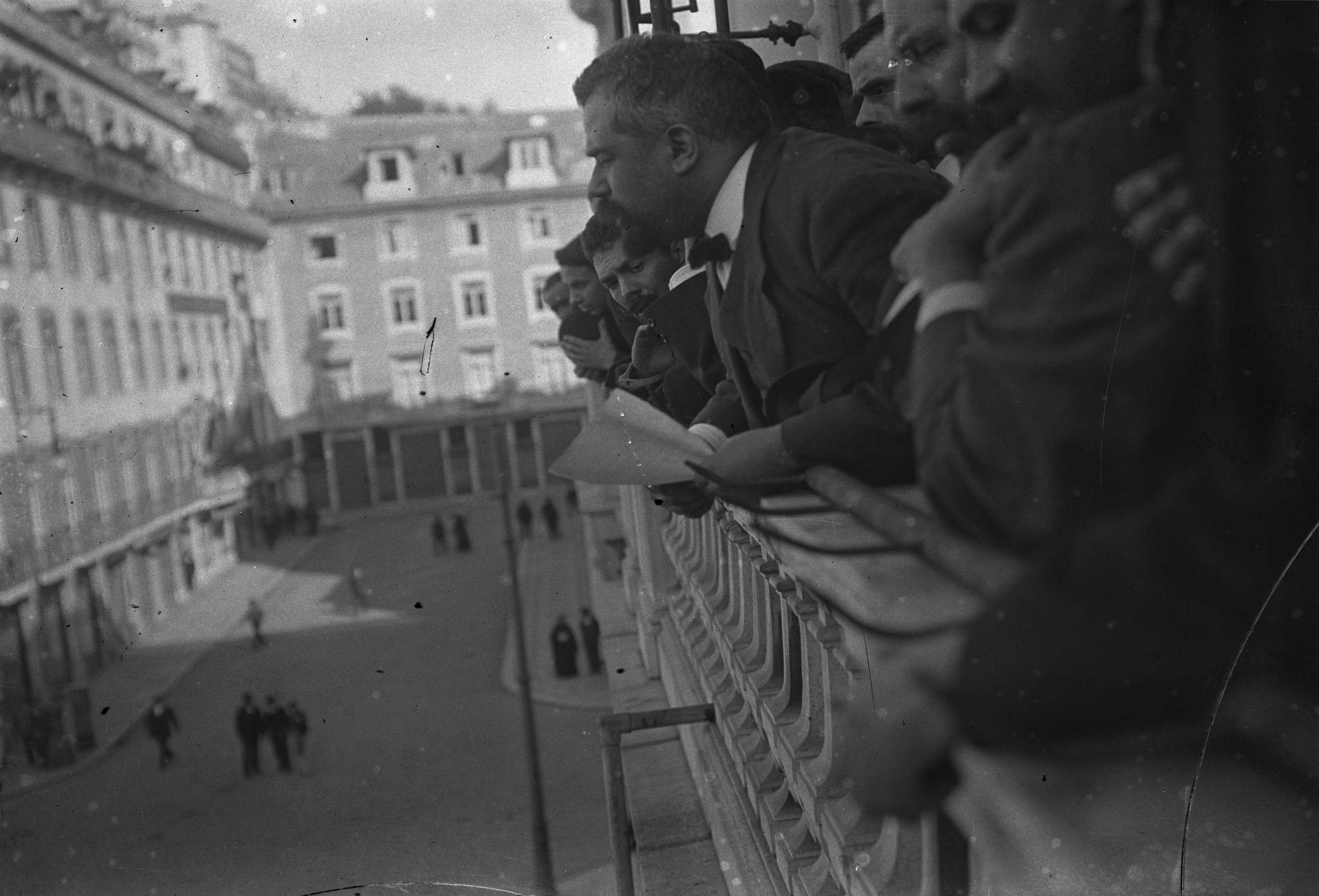
Inocêncio Camacho, à varanda dos Paços do Concelho, lê os nomes dos membros do Governo Provisório, depois de proclamada a República.

Fez o curso da antiga Escola Politécnica de Lisboa, alcançando grandes classificações. Em 1899, precedendo provas públicas, foi nomeado Demonstrador de Física daquele estabelecimento de ensino.
Republicano convicto e grande propagandista da República, era Vogal do Directório do Partido Republicano Português quando se deu a Revolução de 5 de Outubro de 1910 e a subsequente Implantação da República Portuguesa. Foi ele quem, da varanda dos Paços do Concelho da Câmara Municipal de Lisboa, fez a Proclamação do Governo Provisório da República.
Teve larga colaboração jornalística em "A Luta", de Manuel de Brito Camacho, e "A Pátria"com o pseudónimo de Eutropius.
Foi o primeiro Director-Geral da Fazenda Pública do novo Regime e Deputado da Assembleia Nacional Constituinte de 1911 e em duas Sessões Legislativas.
Em 1911 era 1.° Assistente da Escola Politécnica de Lisboa.
A 2 de Abril de 1911 foi nomeado 5.º Governador do Banco de Portugal, cargo que desempenhou até 30 de Junho de 1936, tendo sido o primeiro depois da Implantação da República Portuguesa. Nessa qualidade, representou Portugal na Conferência Económica de Londres de 1933.
Também a 18 de Outubro de 1920 foi 41.º Ministro das Finanças e representou o País na Conferência Económica de Bruxelas desse ano.
Em Março de 1929, Professor da Faculdade de Ciências da Universidade de Lisboa.
Realizou grandes séries de Conferências de divulgação científica em colectividades de ensino popular e outras, sendo, também, autor de várias excelentes compilações dos seus cursos universitários de Física.
Pertenceu à Sociedade de Estudos Pedagógicos e à Sociedade de Geografia de Lisboa.
Foi confrontado com o escândalo Alves dos Reis, no qual a sua assinatura foi falsificada na requisição de notas de 500$00 Chapa 2 com a efígie de Vasco da Gama e de 1.000$00 Chapa 1 II com a efígie de António Feliciano de Castilho feita pelo burlão à impressora Waterlow and Sons em Londres.

## Casamento e descendência
Casou em Lisboa, Santa Engrácia, em 1900 com Maria do Carmo da Silva de Campos (Lisboa, Santiago - Lisboa, 1968), filha de Luís Baptista de Campos (Viana do Alentejo, Viana do Alentejo, 22 de Maio de 1843), negociante, e de sua mulher (casados em Lisboa, Santiago, Ermida de Santa Luzia) com Emília Caetana da Piedade da Silva (Lisboa, Sé, 7 de Julho de 1848). A sua filha Francisca de Campos Camacho Rodrigues (Lisboa, Santa Isabel, 2 de Setembro de 1904 - Lisboa, 18 de Janeiro de 1982) casou em Lisboa a 30 de Abril de 1927 com António Pereira de Sousa da Câmara (Lisboa, Mártires, 6 de Janeiro de 1901 - Lisboa, 19 de Julho de 1971).